# Óscar Villarreal
Óscar Eduardo Villarreal (né le 22 novembre 1981 à San Nicolás de los Garza, Nuevo León, Mexique) est un ancien lanceur de relève droitier au baseball. Il a fait son entrée dans les Ligues majeures en 2003.

## Carrière

### Diamondbacks de l'Arizona
Óscar Villarreal signe son premier contrat professionnel avec les Diamondbacks de l'Arizona en 1998. Il amorce la saison 2003 de la MLB avec cette équipe, effectuant sa première présence au monticule dans les majeures le 31 mars de cette année-là. Il démontre de belles aptitudes durant la saison, avec une moyenne de points mérités de seulement 2,57 en 98 manches lancées. Il obtient une sortie comme lanceur partant le 8 avril contre Los Angeles, sans grand succès puisqu'il est retiré de la partie après trois manches. Sur un total de 86 parties jouées en 2003, 85 seront comme lanceur de relève. Le 20 avril à Saint-Louis, il est crédité de sa première victoire en carrière. Il complète l'année avec une fiche de 10 gains, contre sept défaites.
Villarreal évolue pour Arizona en 2004 et 2005 mais voit peu d'action, étant souvent blessé. Il remporte deux victoires contre deux défaites en 28 parties comme releveur au cours de ces deux saisons, et ne totalise que 31 manches et deux tiers de travail.
Le 7 décembre 2005, les Diamondbacks échangent Villarreal et le lanceur Lance Cormier aux Braves d'Atlanta, en retour du receveur Johnny Estrada. 

### Braves d'Atlanta
De retour en forme en 2006, Óscar Villarreal lance 92,1 manches en 58 parties pour Atlanta. Il est crédité d'une victoire dans neuf de ses dix décisions et termine l'année avec une moyenne de points mérités de 3,61. En 2007, il présente un dossier de 2-2 avec une moyenne de points mérités moins reluisante de 4,24. Le 9 août, lors d'une visite des Braves aux Mets de New York, le releveur droitier réussit son seul sauvetage de la saison, qui est aussi son premier dans le baseball majeur.

### Astros de Houston
Le 16 novembre 2007, Villarreal est transféré aux Astros de Houston, en retour du voltigeur Josh Anderson. Le releveur mexicain apparaît dans 35 parties pour Houston durant la saison 2008, et montre une fiche de 1-3 et une moyenne de 5,02 lorsqu'il est libéré de son contrat, début juillet.

### Depuis 2008
Depuis l'été 2008, Óscar Villarreal a signé tour à tour comme agent libre avec les Mariners de Seattle, les Rockies du Colorado, les Royals de Kansas City, les Phillies de Philadelphie et, enfin, les Dodgers de Los Angeles, qui lui ont offert en novembre 2010 un contrat des ligues mineures et une invitation à leur entraînement de printemps en 2011. À l'exception des Royals, il a joué en ligues mineures pour des clubs affiliés à ces franchises des majeures. Il rate l'entière saison 2009 après avoir subi une opération de type Tommy John pour réparer des ligaments au coude.
Il est en 2012 du camp d'entraînement des Orioles de Baltimore.